# Rivière à la Pluie
Pour les articles homonymes, voir Rainy River.
La rivière à la Pluie (Rainy River en anglais, Gojijii-ziibi en ojibwé) est une rivière formant la frontière entre le Minnesota (États-Unis) et le sud-ouest de l’Ontario (Canada). La rivière fait environ 140 km de long.
La rivière à la Pluie nait sur le rivage occidental du Lac à la Pluie (Rainy Lake en anglais) et coule dans une direction ouest en séparant International Falls (Minnesota) de Fort Frances (Ontario). Une retenue d’un barrage construit entre 1905 et 1910 a noyé les rapides ayant donné son nom à la ville américaine. L’usine hydroélectrique alimente deux usines à papier, l’usine américaine appartenant à Boise Cascade et la canadienne à Abitibi-Consolidated.
La rivière continue de suivre la même direction, prend brusquement la direction du nord après le confluent avec la Black River puis, à la hauteur d’Emo (Ontario), reprend sa première direction et sépare par la suite, Baudette (Minnesota) de Rainy River (ville ontarienne à laquelle elle a donné son nom). Elle prend finalement une direction nord-ouest et se jette dans la Four Mile Bay du Lac des Bois à environ 19 km au nord-ouest de Baudette.
Le bassin versant de la rivière s’étend jusqu’à environ cent kilomètres à l’ouest du Lac Supérieur et formait l’extrémité sud-est de l’immense territoire confié par le roi Charles II à la Compagnie de la Baie d’Hudson le 2 mai 1670. Après avoir traversé le Lac des Bois, les eaux de la rivière continuent de s’écouler par la rivière Winnipeg, le Lac Winnipeg et finalement le Fleuve Nelson pour atteindre la Baie d’Hudson.
Trois rapides coupaient le cours de la rivière. Les premiers (Koochiching Falls), tout au début du cours de la rivière, ont été noyés par la retenue du barrage d’International Falls construit entre 1905 et 1910. Les deuxièmes (Manitou Rapids) sont situés un peu en aval du coude d’Emo. Les troisièmes (Long Sault Rapids) sont situés un peu plus en aval, après le confluent avec le Sturgeon Creek. Le petit parc d'État Franz Jevne est situé sur la rive américaine, à la hauteur des Long Sault Rapids, près de Birchdale.
Le débit moyen mesuré à Fort Frances est de 290 m3/s, les valeurs extrêmes relevées étant de 65 m3/s et de 1 350 m3/s.
John McKay, un employé de la CBH écrivit au XVIIIe siècle « C’est l’une des plus belles rivières que j’ai jamais vu dans le pays ».

## Communications
La rivière à la Pluie a été l'une des voies majeures utilisées par les voyageurs pour aller du Lac Supérieur vers les régions encore inexplorées de l'ouest. Elle fut découverte par le Français Jacques de Noyon en 1688. Pierre Gaultier de Varennes et de La Vérendrye parcourut également cette voie d'eau. La rivière à la Pluie communique avec les Grands Lacs par le passage des Hautes terres du portage qui marquent la ligne de partage des eaux laurentien entre les deux bassins versants se dirigeant soit vers le lac Winnipeg et l'océan Arctique, soit le lac Supérieur, le fleuve Saint-Laurent et l'océan Atlantique.
La voie ferrée du Canadien Pacifique atteint Rat Portage (aujourd'hui Kenora) en 1886. De là, un service saisonnier de bateaux à vapeur est rapidement mis en service. Ces bateaux traversent le Lac des Bois, remontent la rivière à la Pluie et atteignent le Lac à la Pluie après un parcours coûteux, pas toujours sûr et entrecoupé de portages.
La voie ferrée de l'Ontario and Rainy River Railway, ouverte en 1901 et faisant partie aujourd'hui du Canadien National, longe la rivière du côté canadien.
Deux ponts franchissent la rivière à la Pluie : le Fort Frances-International Falls International Bridge (pont mixte rail et route ouvert en 1912) et le Baudette-Rainy River International Bridge (pont route). Le Fort Frances-International Falls International Bridge est le deuxième point d'entrée ferroviaire pour l'ensemble des États-Unis.

## Liste des affluents

### Liste des affluents de rive gauche (Minnesota) (de l'aval vers l'amont)
- Winter Road River
- Rivière Baudette
  - West Fork Baudette River
- Rapid River
  - East Fork Rapid River
    - Barton Brook
    - Wing River

  - North Branch Rapid River
- McCloud Creek
- Black River
  - West Fork Black River
  - South Fork Black River
- Big Fork River
  - Bear River
  - Sturgeon River
    - Dinner Creek
      - Hay Creek

  - Reilly Brook
  - Caldwell Brook
  - Plum Creek
    - Wade Brook

  - Beaver Brook
  - Rice River
  - Popple River
    - Dunbar River

  - Bowstring River
    - Turtle River
- Little Fork River
  - Beaver Brook
  - Cross River
    - Deer River

  - Ester Brook
  - Nett Lake River
    - Lost River

  - Rapid River
  - Valley River
  - Willow River
  - Sturgeon River
    - Bear River
      - Bearskin River

    - Dark River
    - East Branch Sturgeon River
    - Shannon River

  - Rice River

### Liste des affluents de rive droite (Ontario) (de l'aval vers l'amont)
- Wilson Creek
- Miller's Creek
- Kaunamaekauk River
- Gormley Creek
- Sleeman Creek
- Bunting Creek
  - Cemetery Creek
- Pinewood River
  - Kishkakoesis River
  - Pinewood Lake
- Clement Creek
- Cameron Creek
- Sturgeon Creek
  - Mather I Creek
  - Mather II Creek
- Sims Creek
- Manitou Creek
- Everett Creek
- Boucher Creek
- Wolf Creek
- Locking Creek
- Hayman Creek
- La Vallée River
  - Kitchen Creek
- Watson Creek
- Wilson Creek

## Faune
La rivière à la Pluie est connue comme pour être la plus grande frayère de dorés jaunes au monde. Il y a également une très importante population d'achigans à petite bouche. On y rencontre aussi des brochets, des esturgeons et des maskinongés.
Près des berges de la rivière, des pélicans et des pygargues à tête blanche peuvent être observés.

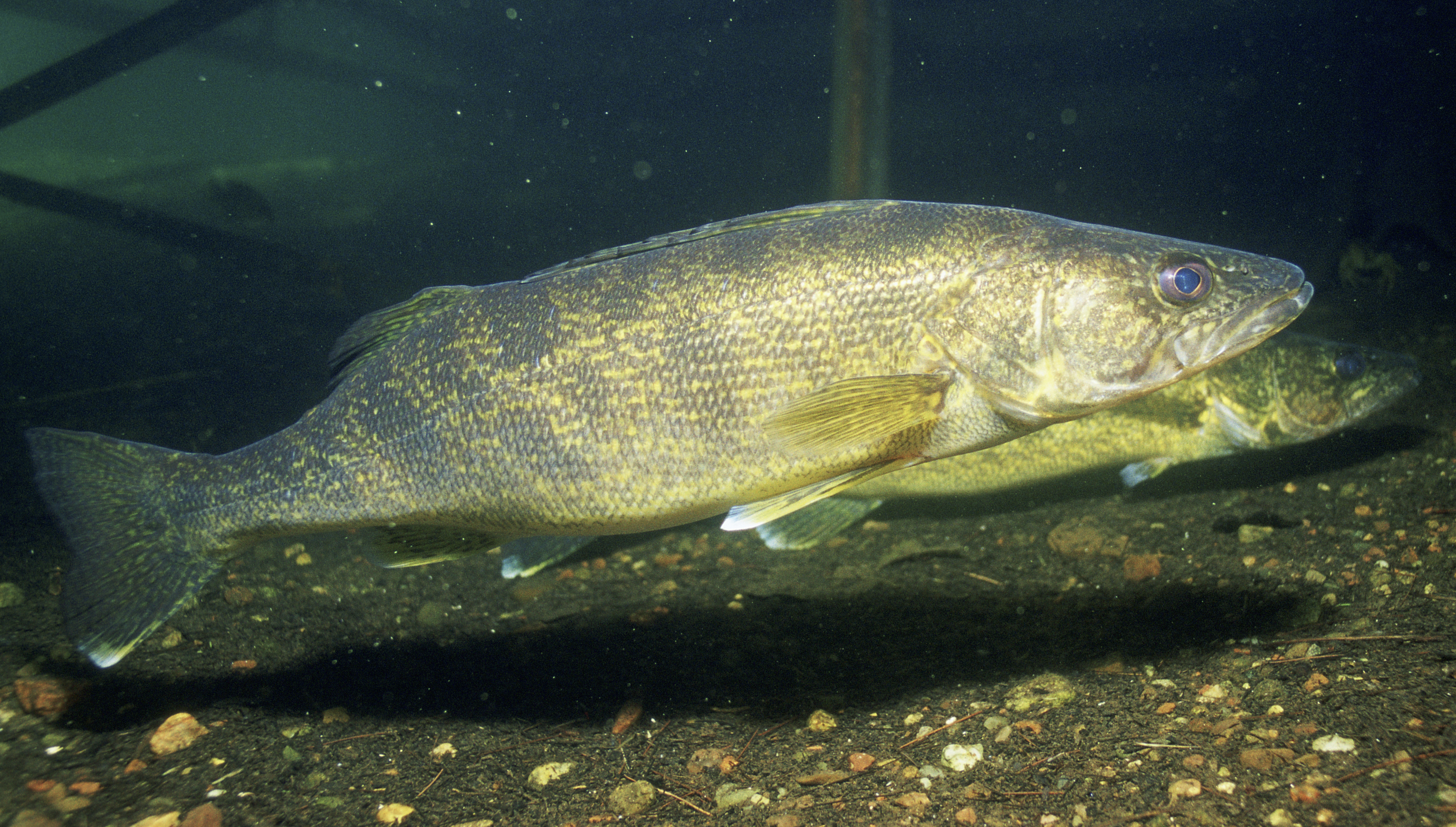
Un doré jaune.
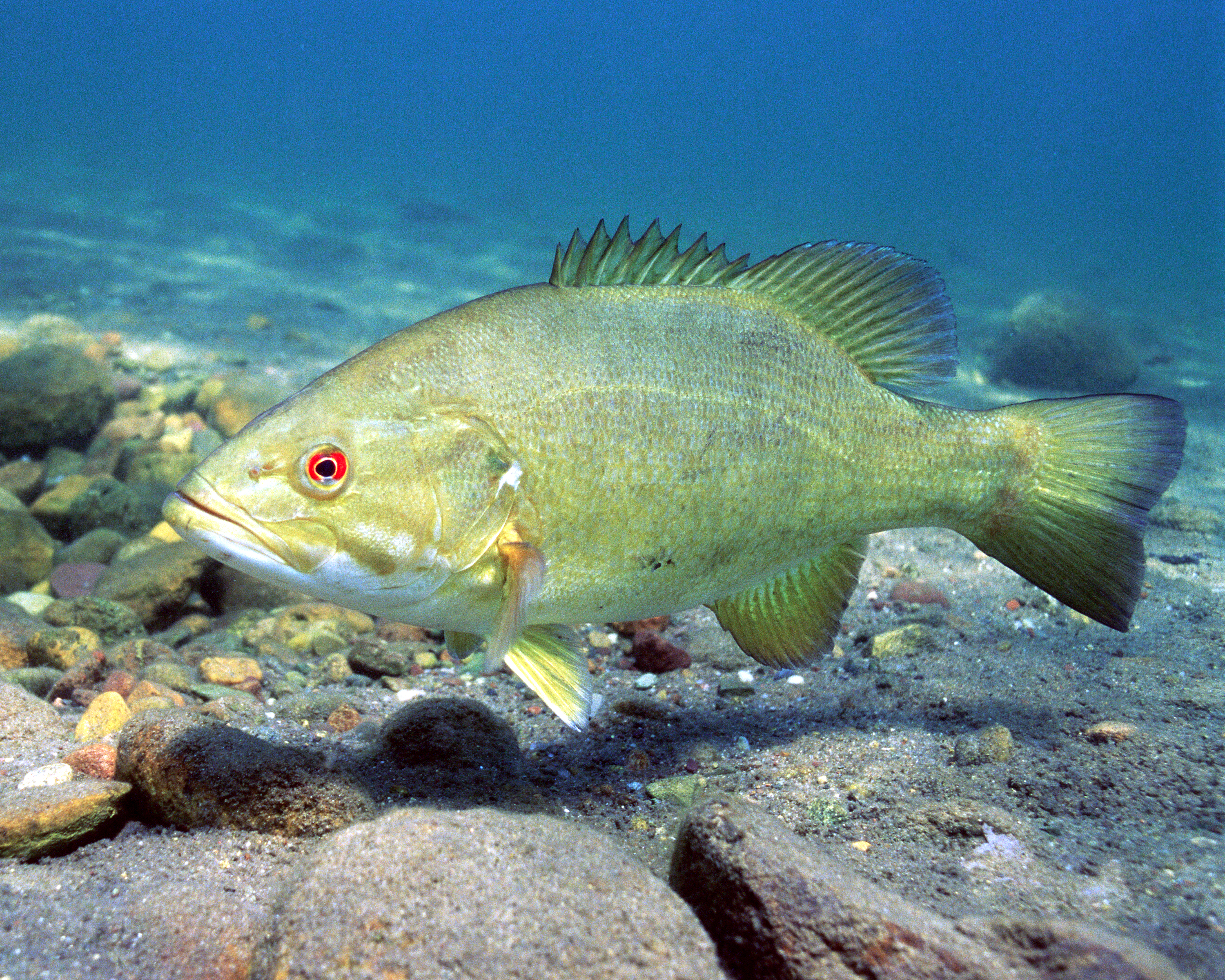
Un achigan à petite bouche.
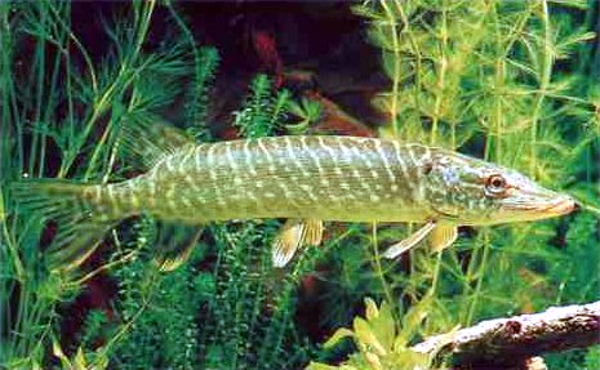
Un brochet.
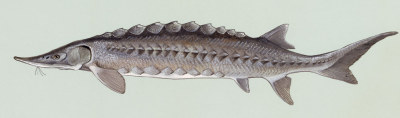
Un esturgeon.
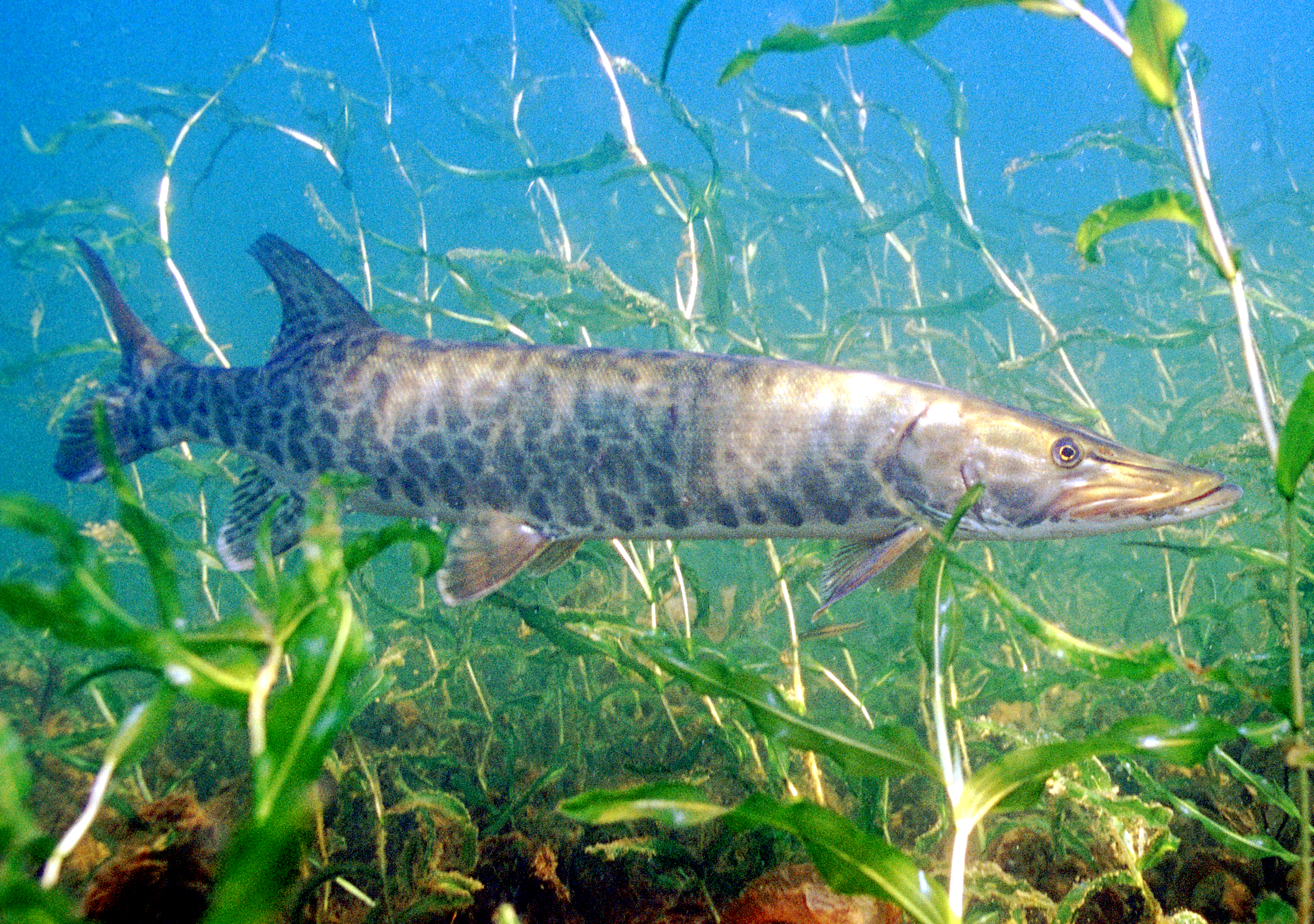
Un maskinongé.
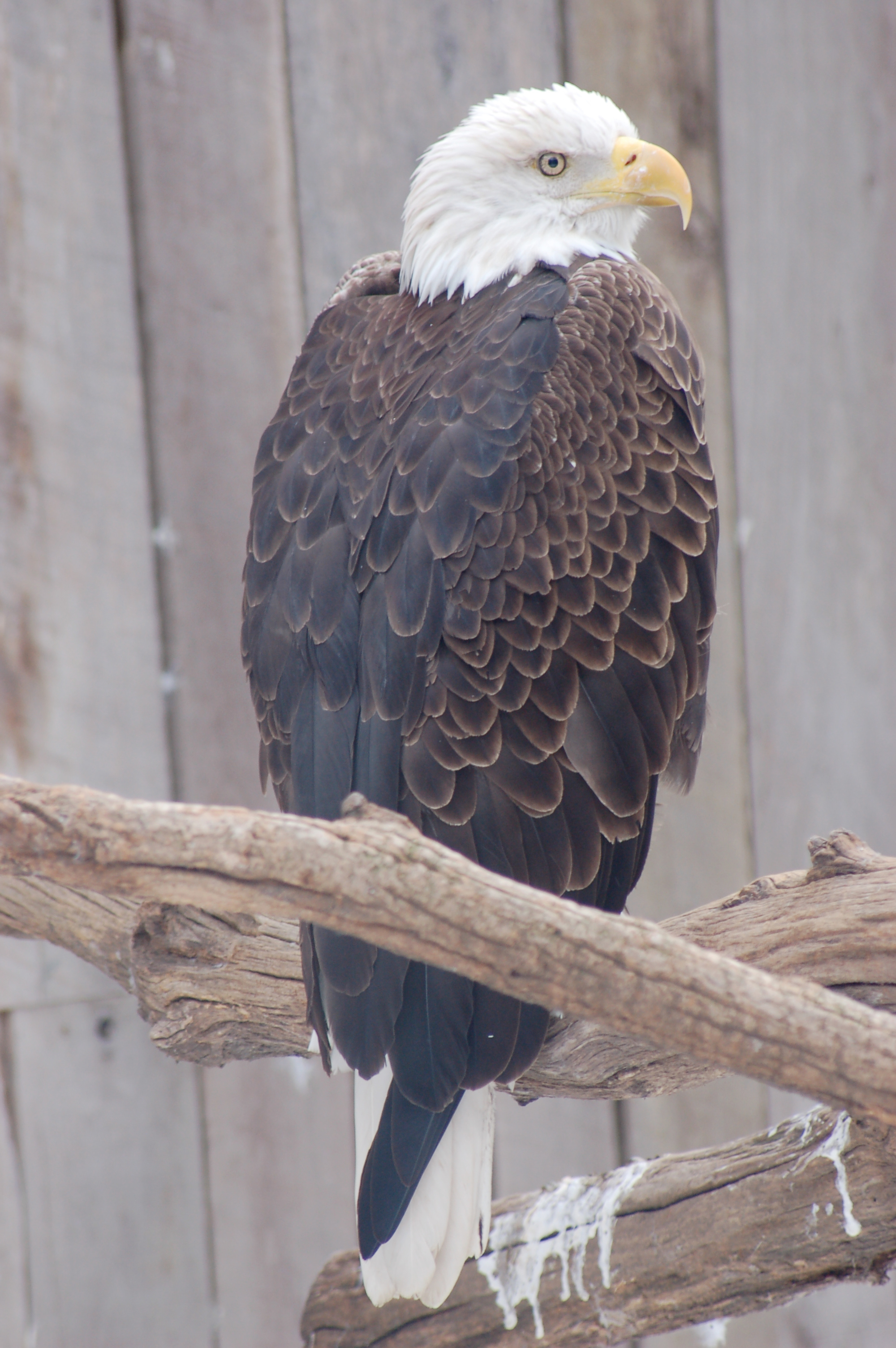
Un pygargue à tête blanche.

## Toponymie
Le nom ojibwé (Gojijii-ziibi) de la rivière est à l'origine des noms d'une tribu de la première nation Saulteaux, la Couchiching First Nation, des chutes de Koochiching Falls, du village de Koochiching (devenu la ville d'International Falls), du Comté de Koochiching et des zones non-incorporées d'East Koochiching, de Northwest Koochiching et de South Koochiching. Il semble qu'Ouchichiq (autre version) était un nom ojibwé qui s'appliquait à la fois au Lac à la Pluie et à la rivière à la Pluie. Cela aurait signifié Un lac et une rivière quelque-part ou bien Un lac et une rivière voisins.
Le nom français serait une traduction du cri Kocicīhk et ferait quant à lui référence au brouillard permanent environnant les Koochiching Falls.
Le nom anglais (Rainy River) de la rivière à la Pluie est une traduction du français. Il a donné son nom à la ville de Rainy River, une petite ville ontarienne située sur sa rive droite. De là dérivent également les noms d'un district, le district de Rainy River et de Thunder Bay—Rainy River, une circonscription électorale fédérale et provinciale en Ontario. Il est à noter que le service d'informations de la ville de Rainy River prétend que le nom de Rainy River proviendrait du français Rivière de la Reine et aurait été donné par des voyageurs.